# Историко-краеведческий музей села Огородное
Историко-краеведческий музей с. Огородного — музей, расположенный в Одесской Области, Болградского района, с. Огородное. Основной направленностью музея является сохранение, развитие, изучение культуры жителей данного региона, 98 % которых являются бессарабскими болгарами.

## Этапы становления музея

### Первый этап
Первыми экспонатами были предметы вспомогательных исторических дисциплин: нумизматики, геральдики, сфрагистики, бонистики. Собирателями были учащиеся городненской средней школы, которых курировал директор школы Галуцкий Семен Семенович.

### Второй этап
Сбор документов, свидетельских рассказов, воспоминаний по истории болгарского народа, края, села Огородного и его населения. Собирателями были учитель истории К. Н. Поглубко и учащийся огородненской школы Червенков Николай Николаевич (ныне доктор исторических наук).

### Третий этап
В связи с отъездом К. Н. Поглубко и Н. Н. Червенкова (уехал на учебу в ВУЗ) и перемещением экспонатов музея по различным помещениям, с 1976 по 1982 год музей не работал.
Начало сбора экспонатов музея относится к 1960-м годам.

## Официальное открытие
В 1982 г. в сельском клубе села. Огородное была проведена научно-практическая конференция, на которой официально был открыт музей. На конференции были представители ОНУ им Мечникова — М. Д. Дихан, Академии наук МССР — Червенков Н.Н, Болградского РК КПУ — Г. Д. Фетов, общественности села.

## Здание музея
До 1989 г. у музея не было отдельного помещения. поэтому в разные годы он размещался в помещениях детсада, заготпункта, в частном доме, школы. В 1989 г. музею было передано здание бывшего сельского совета по ул. Советской в центре села, в котором он находится по сегодняшний день.

## Люди, принимавшие участие в создании музея
Большинство экспонатов музея собирались и собираются благодаря добровольцам, энтузиастам и родолюбивым жителями и выходцами села. Наиболее весомый вклад в создание музея внесли:
- Галуцкий Семен Семенович — участник ВОВ, историк, автор книг, директор огородненской средней школы в 1955—1976 гг.
- Пинти Мария Дмитриевна — историк, директор городненской общеобразовательной школы с 1990 года по настоящее время
- Недельчев Степан Георгиевич — секретарь парторганизации, заместитель председателя колхоза, директор огородненского историко-краеведческого музея с 1995 г. по 2010 г.
- Пономаренко В. Н. — художник-оформитель
- Червенков К. И. — плотник колхоза

## Смотрители музея
- Пинти Мария Дмитриевна, 1969—1985 гг., музей на тот момент носил статус школьного музея
- Галуцкий Семен Семенович, 1985—1995 гг.
- Недельчев Степан Георгиевич, 1995—2010 гг.
- Константинова Анна Михайловна, с 2010 г. по наши дни

## Музей в настоящее время
Сегодня музей обладает богатым собранием документов, отражающих историю села, уникальной коллекцией этнографических экспонатов. В семи выставочных залах собрано 4500 экспонатов из них более 3000 оригиналов.
В музее бывают делегации из Болгарии, Украины, Польши, Румынии, России. Музей посещали и посещают различные дипломатические деятели, к примеру, министр иностранных дел Украины в 1994—1998 Удовенко Геннадий Иосифович. В 1998 году по залам музея экскурсию ему провёл Степан Георгиевич Недельчев, о чем свидетельствует запись в книге отзывов и благодарностей музея.
В 2005 г. министерство культуры Украины проводило конкурс среди сельских музеев Украины. За критерии оценок были взяты следующие показатели: количество экспонатов, количество оригиналов, оформление залов, количество посетителей, включая посетителей из разных стран и регионов. Среди сельских музеев Огородненский историко-краеведческий музей занял 2 место.
За год музей проводит более 240 экскурсий, охватывая 2 300 — 2 400 человек, из которых две трети — дети. Экскурсии проводятся по 16 разделам музея.
На материалах музея написано более 20 рефератов, исследовательские работы и кандидатская диссертация..